# Reînarmarea Germaniei de Vest

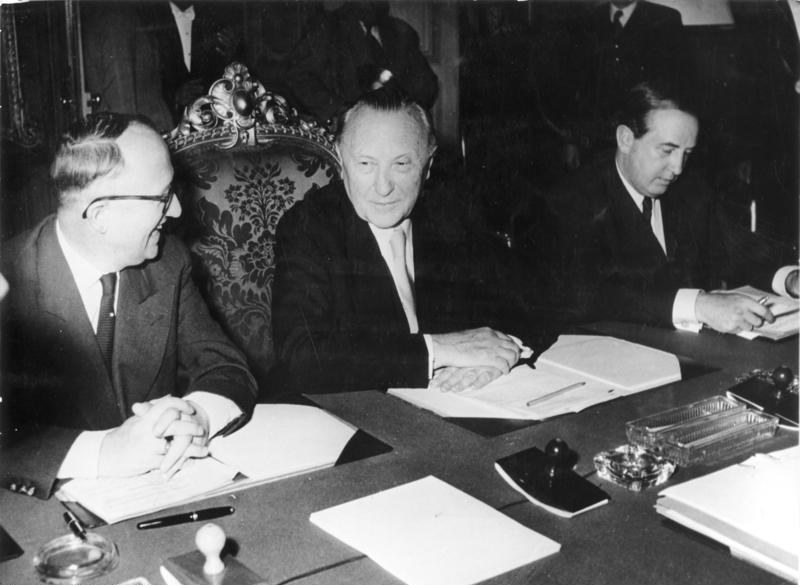
Aderarea Germaniei de Vest aderă la NATO: Walter Hallstein (stânga) și Konrad Adenauer (centru) la Conferința NATO de la Paris din 1954

Rearmarea Germaniei de Vest (în germană Wiederbewaffnung) a început în deceniile de după Al Doilea Război Mondial. Teama față de o nouă ascensiune a militarismului german a determinat formarea unei noi armate care să opereze în cadrul unei alianțe sub comanda NATO. Evenimentele au condus la înființarea în 1955 a Bundeswehrului, armata vest-germană. Numele de Bundeswehr a fost o alegere de compromis sugerată de fostul general Hasso von Manteuffel pentru a face distincția între noile forțe și forțele germane combinate ale Germaniei Naziste, Wehrmacht:243.

## Contextul general
Planul Morgenthau din 1945 prevedea reducerea Germaniei ocupate de Aliați la nivelul de stat preindustrial prin eliminarea industriei de armament și a altor industrii-cheie esențiale pentru puterea militară, eliminându-i astfel capacitatea de declanșare a unui nou război. Cu toate acestea, din cauza costului importurilor de alimente în Germania și a temerii că sărăcia și foametea îi vor conduce pe germanii disperați spre comunism, guvernul SUA a anunțat în septembrie 1946 o moderare a acestui plan prin discursul secretarului de stat James F. Byrnes „Reformularea politicii cu privire la Germania”. Acest eveniment a fost unul dintre cele care au evidențiat declanșarea Războiului Rece. 
„Pe oameni îi deranjează faptul că, Statele Unite susțin acum reînarmarea după ce au urmat o politică de dezarmare a Germaniei și de prietenie cu Rusia după război. Ar putea la fel de bine să argumenteze că doresc cooperarea cu Uniunea Sovietică și să-și schimbe politica.”—Heinz Guderian, Kann Westeuropa verteidigt warden?, 1950
.
Programul de dezarmare în Germania a fost urmărit cu hotărâre de Regatul Unit și SUA în primii trei ani de ocupație:207. Această distrugere a industriei a devenit din ce în ce mai nepopulară și contravenea misiunii Planului Marshall din 1948 de încurajare a creșterii industriale:259.
La 29 august 1949, Uniunea Sovietică a detonat bomba atomică RDS-1, ceea ce a determinat Europa de Vest să-și reevalueze necesitățile de apărare. În iunie 1950, a început Războiul din Coreea, care a stârnit temeri în Germania de Vest, fiind făcute comparații între acțiunile Coreii de Nord și posibilele acțiuni ale Germaniei Răsăritene. Atât Franța, cât și Regatul Unit se temeau de revigorarea potențialului militar german, dată fiind experiența celor două războaie mondiale:3-6. Aneurin Bevan⁠(d) și facțiunea sa de stânga din Partidul Laburist s-au opus liniei partidului care cerea parlamentarilor să voteze reînarmarea Germaniei de Vest și au preluat controlul asupra Comitetul Executiv Național al partidului:138. Personalități politice americane, precum senatorul Elmer Thomas⁠(d), au susținut că Germania de Vest trebuie să fie inclusă într-un sistem defensiv. El a afirmat că „mai multe divizii de trupe germane ar trebui să fie înarmate de Statele Unite, fără ca Germaniei să i se permită să fabrice arme”. Cancelarul vest-german Konrad Adenauer era hotărât să se folosească de ofertele de reînarmare pentru a recâștiga suveranitatea Germaniei de Vest.
În timpul reuniunii NATO din septembrie 1950, Franța a decis să se distanțeze de operațiunea de reînarmare deoarece nu dorea ca Germania să adere la NATO. Germania de Vest dorea să adere la NATO, întrucât Adenauer dorea să liniștească vecinii și să demonstreze dorința Germaniei de cooperare:198. Scepticismul inițial al SUA a fost înlăturat după ce Dwight David Eisenhower a aprobat acordul, iar Germania de Vest a acceptat să sprijine operațiunea.
Una dintre cele mai cunoscute încercări de a obține pentru Germania de Vest dreptul de a se reînarma a fost Comunitatea Europeană de Apărare (CEA). O modificare a Planului Pleven din 1950 propunea creșterea forțelor vest-germane, integrate într-o forță de apărare europeană. Atunci când Germania de Vest a adoptat un plan modificat și impulsul pentru reînarmare părea să fie asigurat, Franța a opus veto-ul său în august 1954:4-5. Germania de Vest a fost admisă în NATO în 1955.

## FormareaBundeswehr
Nici Germania de Est, nici Germania de Vest nu aveau forțe armate regulate la acea vreme. În schimb, aveau forțe de poliție paramilitare (Bundesgrenzschutz⁠(d) în vest și Kasernierte Volkspolizei⁠(d) în est). Bundeswehr (armata vest-germană) a fost înarmată inițial din fondurile Programul de asistență militară⁠(d) din partea SUA. Navele fostei Kriegsmarine, confiscate de Comisia navală tripartită, au fost returnate de SUA. Încet-încet, marinarii vest-germani au început să fie postați pe navele Marinei Statelor Unite, iar Germania de Vest a contribuit la aprovizionarea acesteia. Operațiunea era menită să asigure că Germania de Vest deținea o forță militară eficientă.
SUA a oferit viitorilor marinari o pregătire intensivă pentru a ajuta la construirea Marinei Germane pentru viitor. Generalii germani doreau o forță aeriană mică, Luftwaffe, care să se concentreze pe sprijinirea operațiunilor terestre. Bugetul cancelarului Konrad Adenauer prevedea o putere aeriană limitată. Cu toate acestea, liderii Forțelor Aeriene ale Statelor Unite, coordonându-se cu personalul mic al Luftwaffe, au reușit să își impună ideea de a crea o forță aeriană mult mai mare, după modelul american.
Germania de Vest a stabilit ca obiectiv să mobilizeze până la 500.000 de oameni în serviciul militar, în parte pentru că Theodor Blank⁠(d) dorea ca Germania de Vest să aibă o armată mai mare decât Italia pentru capacitate mai semnificativă de desfășurare și susținere a unei forțe în afara teritoriului național și pentru creșterea contribuției financiare:196. Pentru a-și expune punctul de vedere, el a folosit acest tabel:
| Țara             | Forța militară pe timp de pace | Procent din populație [%] |
| ---------------- | ------------------------------ | ------------------------- |
| Statele Unite    | 2.865.000                      | 1,8                       |
| Regatul Unit     | 772.000                        | 1,5                       |
| Franța           | 850.000                        | 2,0                       |
| Belgia           | 145.000                        | 1,6                       |
| Țările de Jos    | 125.000                        | 1,2                       |
| Germania de Vest | 500.000                        | 1,0                       |

Pentru a atinge acest obiectiv, forța de securitate a frontierelor din Germania de Vest (Bundesgrenzschutz⁠(d)) a fost transformată în personal militar prin utilizarea atât a recruților, cât și a voluntarilor. Germania de Vest a instituit o politică de serviciu militar obligatoriu, în ciuda temerilor că noua forță de luptă va fi comparată cu Wehrmachtul din era nazistă. Erik Reger, redactorul cotidianului berlinez Tagesspiegel⁠(d), a declarat: „De îndată ce Germania va avea soldați, va fi război”:45. El a susținut că sprijinul militar ar putea duce la o schimbare spre dreapta în politica națională. Social-democrații germani au susținut că, și în cazul în care armata a fost dezvoltată pe fondul unui sprijin politic popular, aceasta nu este suficient pentru a reînvia militarismul german. 
Cu toate acestea, printre mulți foști ofițeri germani exista convingerea că nicio armată germană viitoare nu putea fi posibilă fără o reabilitare a Wehrmachtului. În acest scop, un grup de foști ofițeri superiori s-a reunit la 9 octombrie 1950 Mănăstirea Himmerod, unde a fost adoptat Memorandumul de la Himmerod adresat lui Adenauer, care includea următoarele solicitări esențiale:
- Toți soldații germani condamnați pentru crime de război (Kriegsverurteilte) să fie eliberați.
- Defăimarea soldatului german, inclusiv a celor din Waffen-SS, ar trebui să înceteze.
- Să se ia măsuri pentru asigurarea pensiilor foștilor soldați și văduvelor acestora.[12]

Adenauer a acceptat aceste propuneri și, la rândul său, i-a informat pe reprezentanții celor trei puteri occidentale că o armată germană nu va fi posibilă atâta timp cât soldații germani rămân în arest sau sunt aduși în fața instanțelor. Disponibilitatea foștilor aliați de a comuta o serie de pedepse pentru ofițerii încarcerați a fost, fără îndoială, legată de această condiție. În primele luni ale anului 1951 au urmat declarații publice din partea lui Dwight D. Eisenhower și a altor ofițeri din Forțele Armate ale Statelor Unite care au subliniat „o diferență reală între soldatul german [pe de o parte] și Hitler și grupul său criminal [pe de altă parte]”.

## ÎnființareaBundesmarine

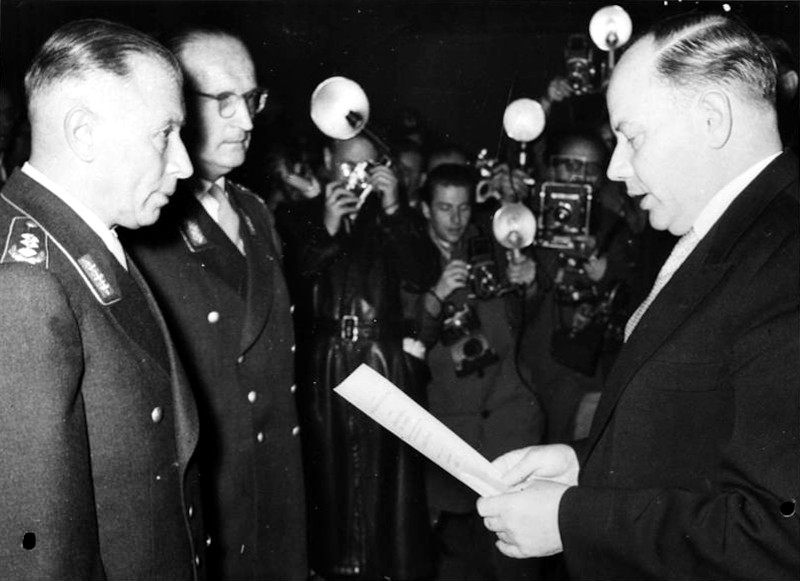
Generalul-locotenent Adolf Heusinger, generalul Dr. Hans Speidel cu ministrul federal al apărării Theodor Blank la prezentarea certificatelor de numire pentru primii 101 voluntari ai Bundeswehr 12 noiembrie 1955

SUA au înființat „Echipa Istorică Navală” (în engleză Naval Historical Team, NHT) ca să contribuie la proiectul istoric naval anglo-american din al Doilea Război Mondial. Ambele țări au recrutat veterani și activiști marinari germani să ajute la extinderea viitoarei marine vest-germane prin crearea unei percepții mai bune despre războiul naval anterior. NHT și-a schimbat însă curând obiectivul, și a început să urmărească obținerea de informații despre forțele navale sovietice. Scopul său inițial a fost de studiere a debarcărilor și țintelor marinei sovietice. Agenția a devenit statul major de coordonare al Bundesmarine, marina Germaniei de Vest. Un alt grup de veterani ai fostei Kriegsmarine, denumit „unități de servicii de muncă”, a fost însărcinat cu sarcini similare de descifrare a activităților de supraveghere. Adenauer a creat Biroul Blank (Amt Blank) pentru folosirea contribuțiilor germane la apărarea colectivă ca pârghie pentru creșterea suveranității. Prin colaborarea diferitelor organizații, a fost adoptată o propunere navală denumită „Documentul Wagner”, care a fost utilizată ca instrument de negociere la conferința EDC din februarie 1951, desfășurată la Paris. Cu toate acestea, Franța a acționat în așa fel încât să se ajungă la un impas, opunându-se reînarmării navale germane, pe care o considera o amenințare, mai ales datorită legăturilor pe care acest proces l-ar fi avut cu regimul nazist.
Pentru a rezolva problema, Documentul Wagner a fost trimis la Cartierul General Suprem al Puterilor Aliate din Europa (SHAPE), care era în favoarea reînarmării navale. Franța a făcut un compromis, oferind câteva nave de escortă și acceptând consolidarea navală. Armata vest-germană a rămas sub controlul comun al aliaților din NATO, ceea ce a diminuat rolul vest-germanilor la comanda ei:199.

## Efecte
Dezvoltarea Bundeswehrului german s-a dovedit a fi un element-cheie în creșterea influenței Germaniei de Vest în Europa Centrală. Acest lucru, împreună cu Tratatul de la Paris din 1951, a cimentat elementele cooperării economice vest-europeană și a contribuit la integrarea Germaniei de Vest postbelice în comunitatea europeană. În același timp, Uniunea Sovietică a folosit aceasta ca justificare fundamentală pentru crearea Pactului de la Varșovia, care i-a asigurat un control militar și politic substanțial asupra statelor din Europa de Est.